# Vikev kašubská

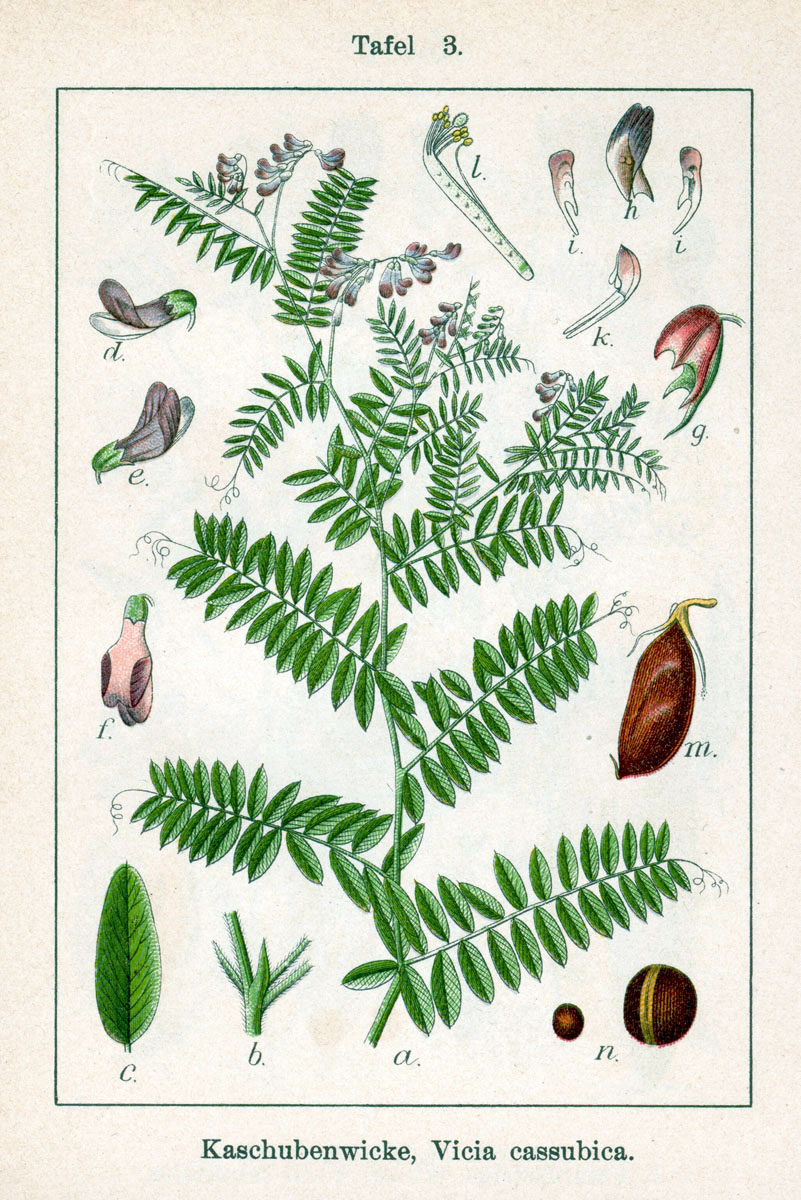
Zobrazení vikve kašubské

Vikev kašubská (Vicia cassubica) je vytrvalá, planě rostoucí rostlina, jeden z mnoha druhů rodu vikev. Druhové jméno je odvozeno od severopolského Kašubska, části historické oblasti Pomořansko.
Areál druhu se rozprostírá hlavně ve střední a východní Evropě. Na západě je ohraničen Francií, na jihu Apeninským a Balkánským poloostrovem, na severu Skandinávií a na východě sahá přes Malou Asii a Kavkaz po Ural a okolí Kaspického moře.
V České republice roste jen roztroušeně, v Čechách v Českém krasu, okolí Křivoklátu, Českém středohoří a ve středním Polabí, na Moravě na Hodonínsku a v Chřibech.

## Ekologie

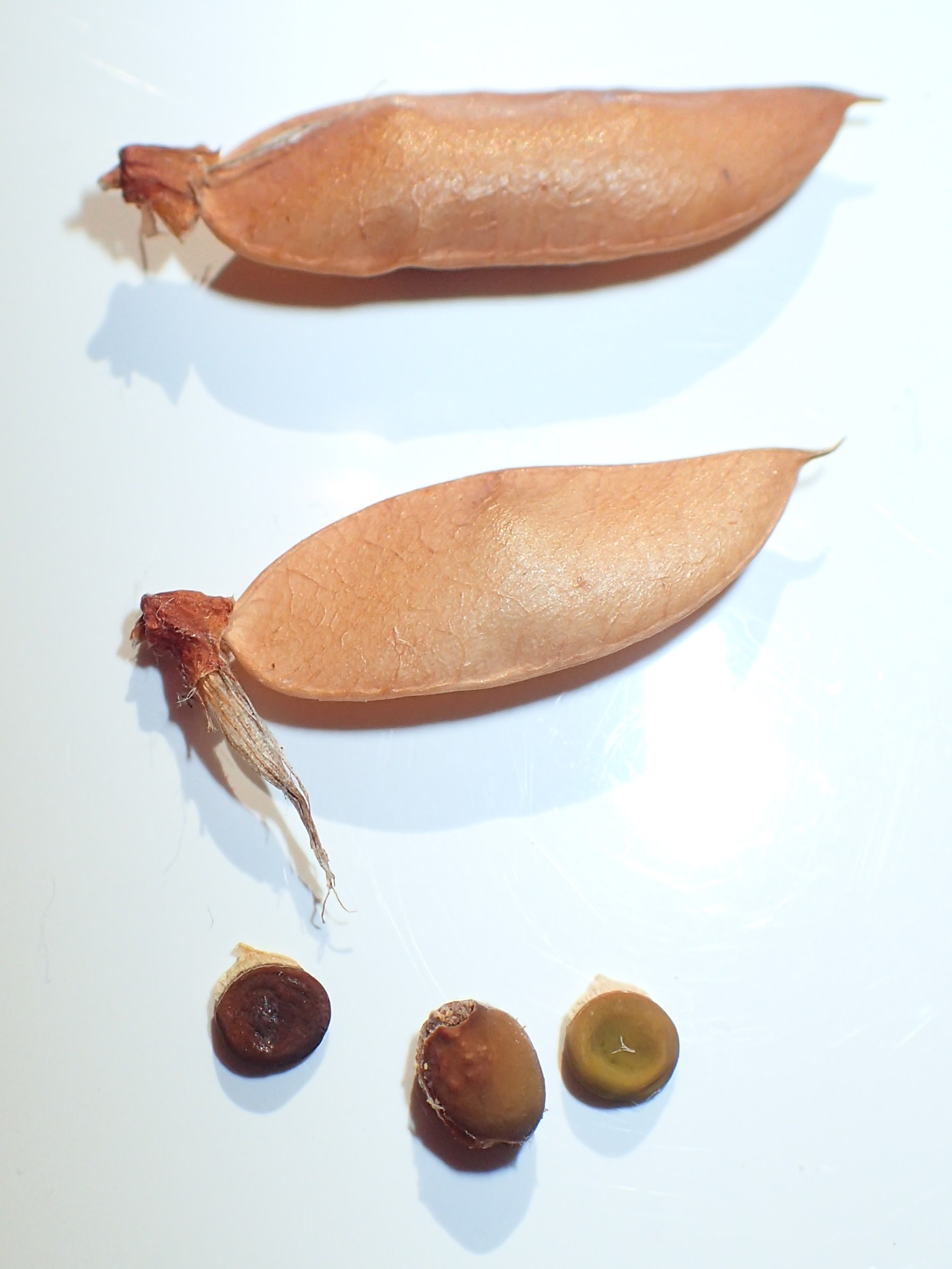
Plody a semena vikve kaškubské

Vyskytuje se na okrajích lesů a vinic, v ovocných sadech, řídkých křovinách i na lesních pasekách a světlinách; všeobecně preferuje světlá a teplá stanoviště. Nejlépe se ji daří na hlubších a sušších půdách, ve spraších nebo písčinách. Roste od nížin do podhůří, v nižších polohách je ale hojnější. Obvykle vykvétá od června do srpna.

## Popis
Vikev kašubská je vytrvalou bylinou s přímou nebo vystoupavou lodyhou dlouhou 30 až 80 cm. Tato hranatá, hrubá, hnědozelená, odstále chlupatá lodyha vyrůstá z tlustého, plazivého kořene. Listy zakončené krátkým, rozvětvený úponkem bývají osmi až dvanáctijařmé. Krátce řapíčkaté lístky jsou podlouhlé, eliptické až vejčité a na vrcholu okrouhlé. Bývají velké 8 až 25 × 3 až 8 mm, na líci jsou slabě lesklé a na rubu odstále chlupaté. Listy mají celokrajné střelovité palisty.
Nad dlouhým podpůrným listenem vyrůstá na asi 5 cm dlouhé stopce krátké, hroznovité květenství vytvořeno 10 až 15 květy. Šikmo odstávající až převislé květy rostou na 0,5cm stopkách. Kalich je široce zvonkovitý, 5 mm dlouhý, rezavohnědý a má pět nestejně dlouhých zubů. Asi 1 cm dlouhá koruna je červenofialová až růžovofialová a má nehetnatou, obvejčitou pavézu, ostře zakončená křídla a světlý člunek. Dvoubratrých tyčinek je 10 (9+1).
Plodem je rezavohnědý až červenofialový, široce elipsoidní, dvěma chlopněmi pukající lusk dlouhý asi 1,5 cm a široký 0,5 cm, Obsahuje jedno až dvě nahnědlá, skvrnitá, sférická semena. Ploidie druhu je 2n = 12.

## Ohrožení
Tento v české květeně původní druh je z české přírody postupně vytlačován a v současnosti je jeho výskyt natolik omezen, že „Červeným seznamem cévnatých rostlin ČR“ je považován za ohrožený druh.